# Nikolaj Gerasimovitj Kuznetsov

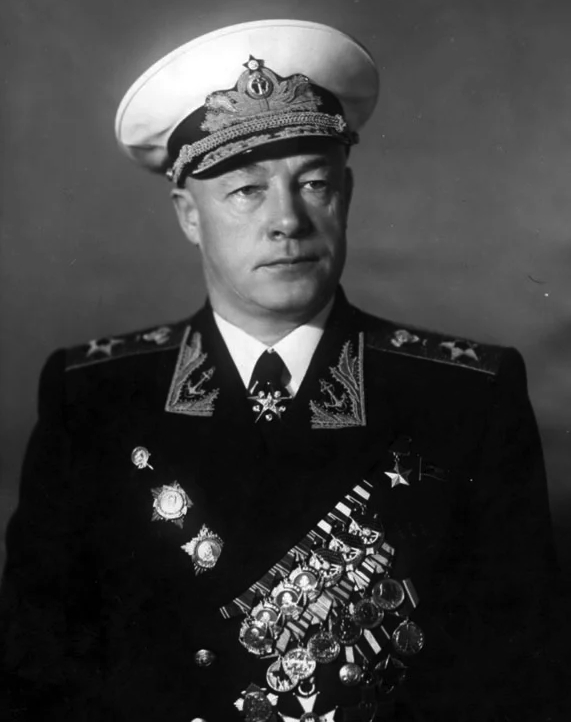

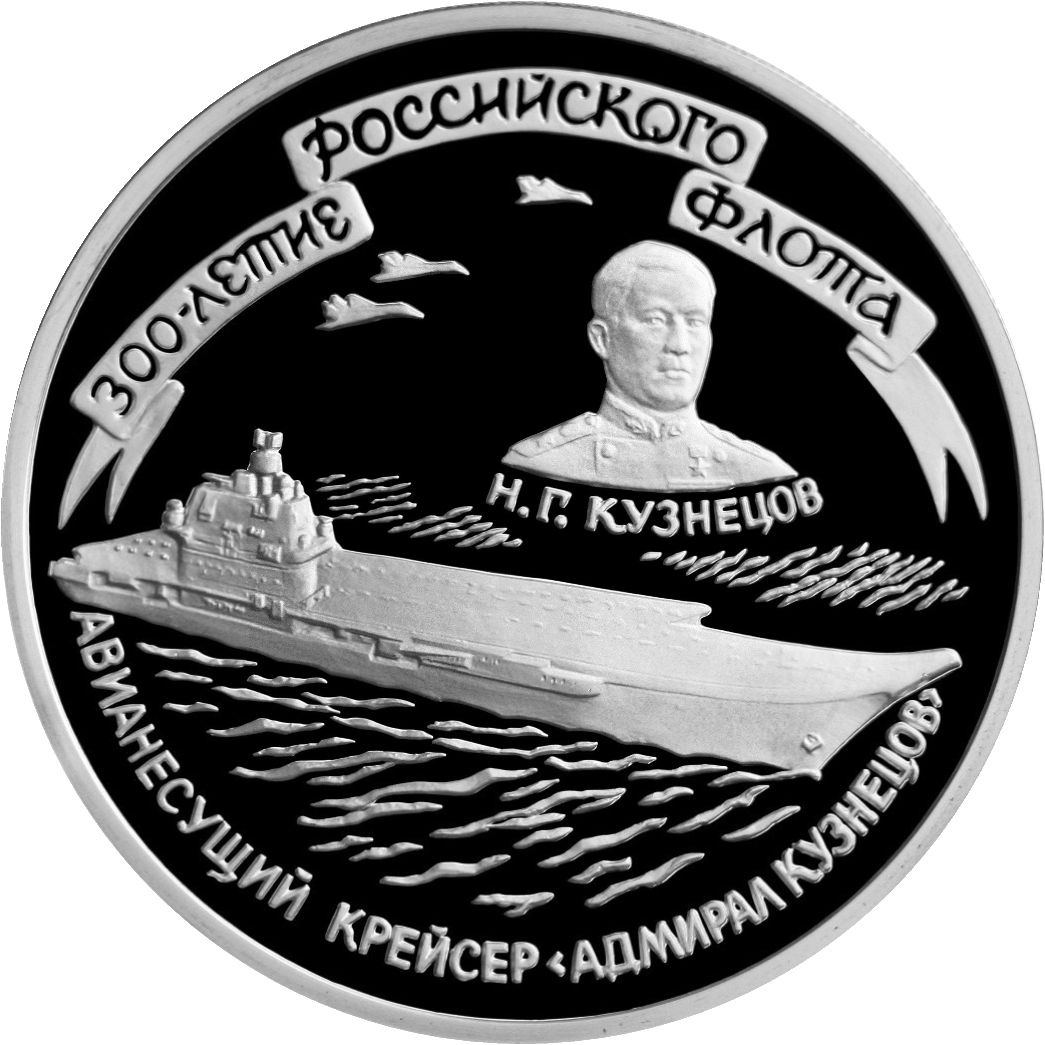
Minnesmedalj över Kuznetsov.

Nikolaj Gerasimovitj Kuznetsov, född 24 juli 1904 i guvernementet Vologda, död 6 december 1974 i Moskva, var en rysk sjömilitär.
Kuznetsov, som var av bondesläkt, var matros på Dyna-flottiljen, deltog 1917 i Ryska revolutionen och striderna om Petrograd på kryssaren “Aurora” (“Röda Aurora”), upptogs i kommunistpartiet 1924 och blev officer 1926. Efter flera kommenderingar som kryssarchef blev Kuznetsov 1937 ställföreträdande chef och 1938 chef för Sovjetunionens flotta i Fjärran östern. Kuznetsov blev folkkommissarie för röda flottan (marinminister) 1939, amiral 1940, storamiral 1944 samt chef för sjöstridskrafterna och ställföreträdande försvarsminister 1946. Kuznetsov utnämndes till “Sovjetunionens hjälte” 1945 och innehade tre Leninordnar.